# Stewarts sats

Figur 1.

Stewarts sats är en sats inom euklidisk geometri som uttrycker ett förhållande mellan en triangels sidor och en linje som går genom ett hörn och delar den motstående sidan (en så kallad cevian). Med beteckningar enligt figur 1 säger Stewarts sats att
{\displaystyle mb^{2}+nc^{2}=a(mn+d^{2}).}
I specialfallet {\displaystyle m=n={\frac {a}{2}}} får vi Apollonios sats
{\displaystyle b^{2}+c^{2}=2(m^{2}+d^{2})}
Satsen är uppkallad efter den skotske matematikern Matthew Stewart som 1746 publicerade den i sitt verk Some general theorems of considerable use in the higher parts of mathematics.

## Bevis

### Trigonometriskt bevis
Satsen bevisas enkelt med hjälp av cosinussatsen.
Betrakta triangeln i figur 1 med sidorna a, b, c och med cevianen d till sidan a. Cevianen delar a i två delar av längden m respektive n. Kalla vinkeln mellan m och d för θ och vinkeln mellan n och d för θ′, där θ är motstående till c och θ′ är motstående till b. Eftersom θ och θ′ är supplementvinklar är cos θ = −cos θ′. För θ respektive θ′ säger cosinussatsen att
{\displaystyle c^{2}=m^{2}+d^{2}-2dm\cos \theta }
{\displaystyle b^{2}=n^{2}+d^{2}-2dn\cos \theta '=n^{2}+d^{2}+2dn\cos \theta }
Multiplicerar vi den första med n och den andra med m och sedan adderar dem får vi
{\displaystyle {\begin{aligned}mb^{2}+nc^{2}&=n(m^{2}+d^{2}-2dm\cos \theta )+m(n^{2}+d^{2}+2dn\cos \theta )\\&=nm^{2}+nd^{2}+mn^{2}+md^{2}\\&=(m+n)(mn+d^{2})\\&=a(mn+d^{2})\end{aligned}}}

### Geometriskt bevis

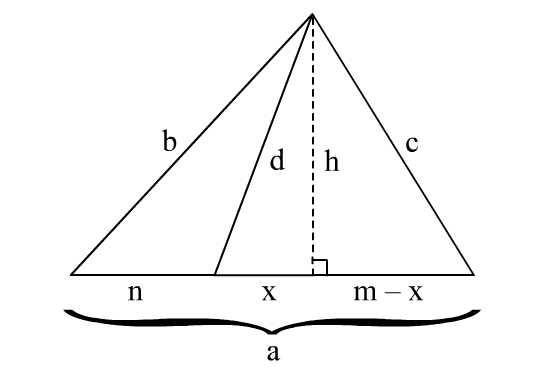
Figur 2.

Ett geometriskt bevis kan åstadkommas genom att som i figur 2 dra en höjd, {\displaystyle h}, till {\displaystyle a} och sedan uttrycka {\displaystyle b^{2}}, {\displaystyle c^{2}} och {\displaystyle d^{2}} med hjälp av Pythagoras sats som summan av {\displaystyle h^{2}} och kvadrater på delsträckor av {\displaystyle a}.
{\displaystyle b^{2}=h^{2}+(n+x)^{2}}
{\displaystyle c^{2}=h^{2}+(m-x)^{2}}
{\displaystyle d^{2}=h^{2}+x^{2}\Leftrightarrow h^{2}=d^{2}-x^{2}}
som tillsammans med det triviala konstaterandet {\displaystyle a=n+x+(m-x)=n+m} ger
{\displaystyle {\begin{aligned}mb^{2}+nc^{2}&=m(h^{2}+(n+x)^{2})+n(h^{2}+(m-x)^{2})\\&=mh^{2}+mn^{2}+2mnx+mx^{2}+nh^{2}+nm^{2}-2nmx+nx^{2}\\&=m(d^{2}-x^{2})+mn^{2}+2mnx+mx^{2}+n(d^{2}-x^{2})+nm^{2}-2nmx+nx^{2}\\&=(n+m)(d^{2}-x^{2}+x^{2}+mn)+2mnx-2mnx\\&=(n+m)(d^{2}+mn)\\&=a(mn+d^{2})\end{aligned}}}